# کابینه نخست فؤاد سنیوره
کابینه نخست فؤاد سنیوره به نخست‌وزیری فواد سنیوره بعد از انتخابات عمومی سال ۲۰۰۵ لبنان تشکیل شد. انتخابات این سال از نظر سیاسی برای لبنان و منطقه بسیار حائز اهمیت بود چرا که ارتش سوریه بعد از سال‌ها حضور در لبنان، از این کشور خارج شده بود. همین‌طور صحبت از مسائل مربوط به دادگاه رفیق حریری در زمان این کابینه باعث شد نمایندگان شیعه عضو، تصمیم به استعفای جمعی بگیرند، تصمیمی که روی مشروعیت کابینه تأثیرگذار بود.